# Arfud
Arfud (arab. أرفود, fr. Erfoud) – miasto w południowo-wschodnim Maroku w regionie Meknes-Tafilalt, w dolinie Wadi Ziz, główny ośrodek miejski oazy Tafilalt, ok. 23 tys. mieszkańców.
Miasto zostało zbudowane przez Francuzów jako ośrodek administracyjny. Obecnie Arfud słynie przede wszystkim z zakładów obróbki czarnego marmuru. W okolicy zachowało się kilka średniowiecznych ksarów, porozrzucanych wśród palmowych gajów. Co roku w październiku odbywa się tu święto daktyli.